# Parydra varia
Parydra varia är en tvåvingeart som beskrevs av Friedrich Hermann Loew 1863. Parydra varia ingår i släktet Parydra och familjen vattenflugor.
Artens utbredningsområde är Alaska. Inga underarter finns listade i Catalogue of Life.